# Österkörner
Österkörner ist ein Ortsteil der Gemeinde Körner im Unstrut-Hainich-Kreis in Thüringen.

## Lage
Österkörner liegt etwa zwei Kilometer nordöstlich von Körner an der Bundesstraße 249 und grenzt im Osten an die Stadt Schlotheim. Die Ortslage befindet sich im Tal der Notter und wurde erst in der Nachkriegszeit durch Neubauerngehöfte herausgebildet. Die ehemalige Gutsanlage Österkörner besaß einen Haltepunkt an der Bahnstrecke Ebeleben–Mühlhausen, die den Ort in das Unterdorf und das Oberdorf teilt. Etwa einen Kilometer unterhalb des Ortes befindet sich die Lochmühle.

## Geschichte
Das Gebiet um Österkörner war seit der Jungsteinzeit besiedelt. Am Hopfenberg und dem Hasenstein in der Flur Körner wurden bandkeramische Siedlungsplätze belegt. Die Fundstellen am Langel und dem Königsholz stehen auch in Zusammenhang mit einer dort entstandenen Wallburg. Am Langelholz bei Schlotheim befindet sich ein bronzezeitliches Hügelgräberfeld.
Der Ort Österkörner lag in der Nähe der militärisch bedeutenden Reichsburg Volkenroda, die 1073 von sächsischen und thüringischen Adeligen über einen Monat erfolglos belagert wurde, da sich in dieser Zeit die bereits schwangere Kaiserin und Frau Heinrich IV., Bertha von Savoyen mit ihrem Gefolge und militärischer Begleitung in der Festung verschanzt hatte. Den Aufständischen gelang es zwar nicht, die Burg „Volkenroth“ einzunehmen, doch nach dem Friedensvertrag wurde die Zerstörung der Festungsanlage im Jahr 1075 vorgenommen. In welchem Maße die ortsansässige Bevölkerung in die Kämpfe verwickelt war, ist nur zu vermuten.
Im März 1197 wurde das Dorf Österkörner erstmals urkundlich erwähnt, als die Geschwister Bya und Albert dem Kloster Volkenroda 6 Hufen Land in Österkörner verkaufen, wobei die Kanzlei des Landgrafen Hermann von Thüringen den Kaufvertrag besiegelte.
Am 27. Juli 1219 tauscht ein Ministeriale Gundelaus des Markgrafen Dietrich von Meißen, das in Österkörner gelegene Gehöft und zwei Hufen Land für ein in Mehler befindliches Land von einer Hufe Größe sowie 32 Schock Münzgeld, um in Mehler weiteres Land aufkaufen zu können. Dieser Tauschvertrag mit dem Kloster Volkenroda wurde von der Kanzlei des Markgrafen bestätigt.
Der Vogt Rudolf von Körner (ein weltlicher Verwalter des Klosters Volkenroda) war Eigentümer der Kapelle in Österkörner, sie wurde vermutlich auf seinem Grundstück erbaut. Dessen Erben waren bereit, diese Kapelle mit dem Grundstück an Hartmann von Lobdeburg, wohl ein weiterer in Österkörner begüterter Adeliger, der sich nach seinem Herkunftsort – der Lobdeburg bei Jena – nannte. Mit der Kapelle wurde das Kloster Volkenroda beschenkt, die Güter werden wohl in der Hand des Adeligen verblieben sein. Diese Erbschaftsangelegenheit endete jedoch vor einem landgräflichen Gericht, denn weitere Erbansprüche von Verwandten des Vogtes aus dem Ort Körner waren verletzt worden, somit geriet der ganze Erbschaftsvertrag in Ungültigkeit, das Kloster Volkenroda wurde in den bis 1253 andauernden Streitigkeiten durch einen Klostervogt vertreten, der mit einem Verzicht der Kläger auf die Erbanteile endete.
Bei einem Feldzug des Königs Adolf von Nassau in Thüringen wurde der unbefestigte Ort 1294 von königlichen Truppen eingenommen und eingeäschert.
Im 14. Jahrhundert wuchsen die politischen und sozialen Spannungen auch im Gebiet des Klosters Volkenroda. Der auf etwa 10 bis 15 Höfe und kleine Dörfer im Umland des Klosters verteilte Grundbesitz wurde mehrfach von benachbarten Adeligen und vor allem von der Reichsstadt Mühlhausen überfallen, um entgangene Forderungen oder erlittene Schmähungen und andere Gründe zu sühnen. Das Fehderecht ersetzte nun die langandauernden Gerichtsprozesse.
1373 bis 1375 wurden sieben Klosterhöfe und Vorwerke überfallen, neben den Vorräten wurden auch Pferde und Rinder abgeführt. Um sich zu wehren, paktierten die Mönche mit einer Räuberbande die vom berüchtigten „Isern Hans“  angeführt wurde. Auch der vom Landesherren 1376 unternommene Versuch, den Konflikt durch einen Schlichtungsvertrag in Tonna zu beenden scheiterte kläglich.
Die Ortschaft Österkörner war in den folgenden 100 Jahren von weiteren Überfällen und Naturkatastrophen nicht verschont geblieben. Der Abt Weihrich unterrichtete um 1450, dass er die aus dem Ort Österkörner erwarteten Steuereinnahmen an die Landesherrschaft nicht mehr zahlen könne, da dieser Ort inzwischen öde und unbewohnt sei. Der Graf von Tonna verschenkte daraufhin den Ort Österkörner an das Kloster Volkenroda.

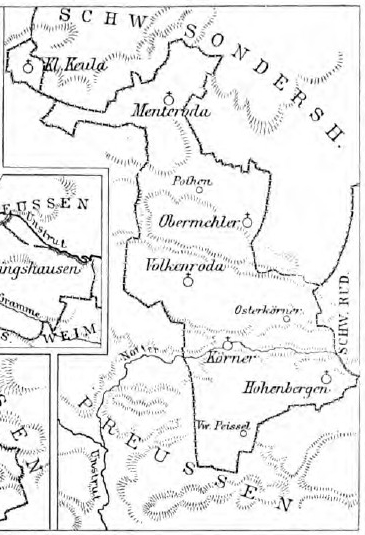
Das Amt Volkenroda

Bereits vor Ausbruch des Bauernkrieges spitzte sich die Lage um das Kloster Volkenroda zu. Der Klosterabt fühlte sich 1517 durch eine Entsendung von herzoglich-sächsischen Schützen im Vorteil und ließ bei einer günstigen Gelegenheit in den Dörfern mehrere rebellische Bauern „aufheben“ – er wollte zur Abschreckung ein Exempel an den Bauern vollziehen und plante einen Schauprozess. Die Empörung über dieses Vorgehen löste einen ersten Sturm auf das Kloster aus, den die wenigen Soldaten nur mit Mühe abwehren konnten. Die Gefangenen wurden unverurteilt in Freiheit gesetzt.
Im Verlauf des Bauernkrieges wurde das Kloster Volkenroda erneut von den aufständischen Bauern angegriffen und zerstört. Die Angreifer stammten zum überwiegenden Teil aus den Nachbardörfern. Der Volkszorn wurde durch zusätzliche Predigten des Mühlhäuser Bauernkriegsführer Pfeiffer geschürt. Auch die Mühlhäuser duldeten offenbar den Überfall auf das Kloster. Die Säkularisation des Klosters folgte erst nach einem vergeblichen Versuch des sächsischen Kurfürsten Kloster Volkenroda neu zu gründen. Teile des zerstörten Gebäudekomplexes des Klostergutes Österkörner waren zuvor abgebrochen worden, um die Wirtschaftsbauten wieder in Stand zu setzen. Der Gutskomplex wurde später verkauft. Österkörner gehörte in der Folgezeit zum Amt Volkenroda im Herzogtum Sachsen-Gotha.
Ab 1795 war der Oberlandbaukommissar Johann Carl Moritz Eggert aus Kleinfurra Kammergutspächter von Österkörner. Zuvor war er Pächter auf dem Adeligen Gut zu Rüxleben (Kleinfurra). Ungefähr ab 1814 bewirtschaftete sein Sohn Carl Christoph Eggert das Gut als Erbpächter zusammen mit seiner Frau Johanna Maria geb. Krieger. Als Erbpacht waren 771 Thaler halbjährig zu zahlen. Nach seinem Tod übernahm es 1855 sein Neffe Carl Ludwig Eduard Eggert, der zuvor als Pächter und Amtmann die Domäne Allmenhausen bewirtschaftet hatte. Nach dessen Tod 1878 führte zunächst seine Ehefrau Ottilie Eggert geb. Riemann (eine Tante des Musikwissenschaftlers Hugo Riemann) mit ihrem Sohn Ludwig Emil Erich Eggert das Gut, dann übernahm es dessen Bruder, Hauptmann a. D. Albin Eggert mit seiner Frau Helene geb. Schmieding, die es von 1888 bis 1907 bewirtschafteten. Der Familie Eggert gelang es in vier Generationen, die landwirtschaftlichen Erträge zu steigern, die baufälligen Gebäude zu erhalten und teilweise zu modernisieren, auch die Mühle und eine Obstplantage entstanden.
Einer statistischen Übersicht aus dem Jahr 1867 entstammen die folgenden Daten:
Der Ort Österkörner hat 8 männliche und 12 weibliche Bürger. Auf der Villa (das Herrenhaus) 1 männliche und 1 weibliche Person; Ort Volkenroda zählt 34 männliche und 33 weibliche Bürger; die Ölmühle bei Körner zählt 4 männliche und 5 weibliche Bürger ...

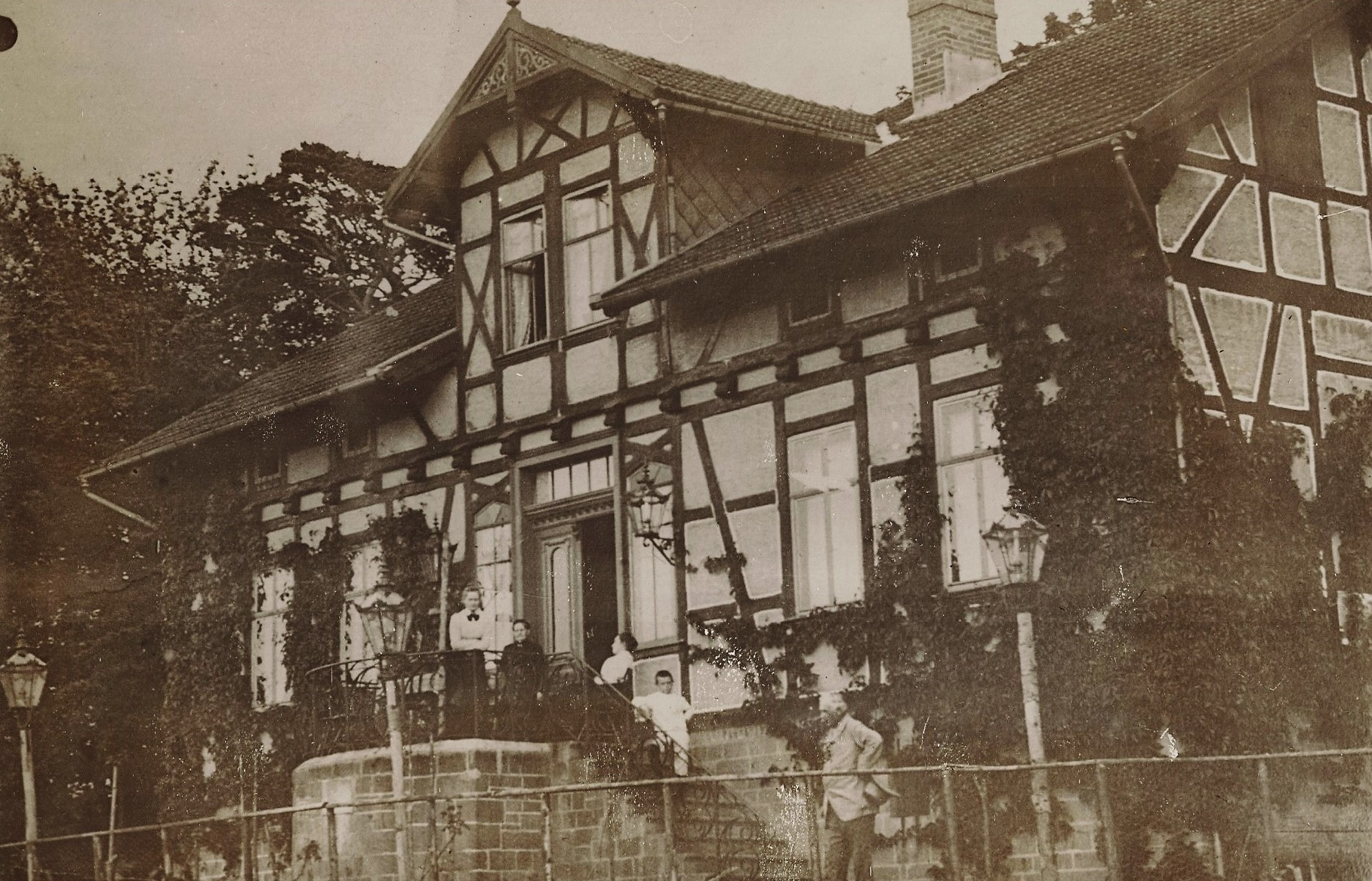
„Herrenhaus“ Österkörner um 1900, letzter Pächter Albin Eggert rechts unten

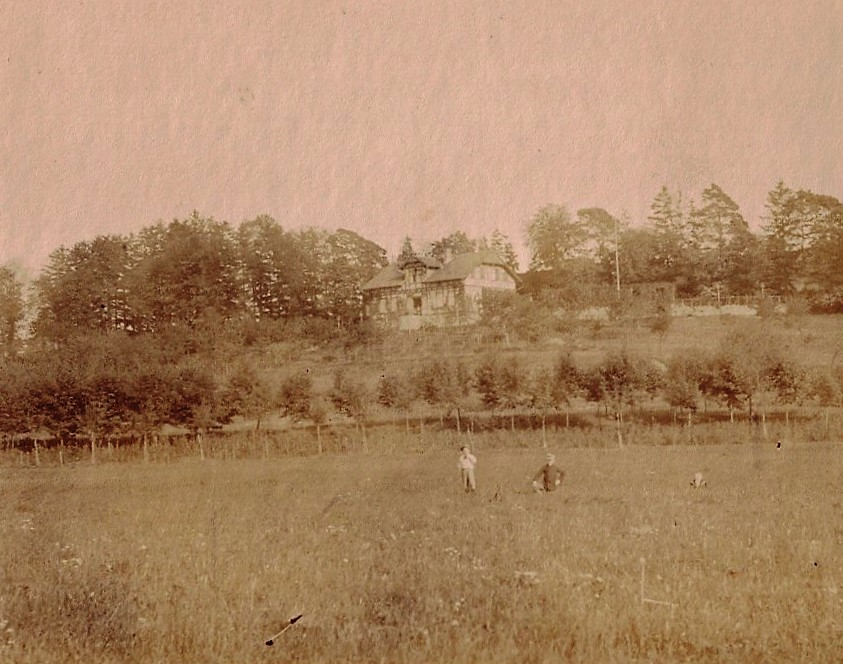
Gut Österkörner mit „Herrenhaus“ um 1900

Mit dem 1897 vollbrachten Bau der Bahnstrecke Ebeleben–Mühlhausen erhielt der Gutshof Österkörner einen Bahnanschluss. 1907 übernahm der Staat den Erbpachthof der Familie Eggert und wandelte den Besitz in eine Domäne um. Die landwirtschaftlichen Arbeiten wurden von Landarbeitern und Saisonkräften übernommen. 1925 kam es auf der Domäne zu einem Brand, wobei mehrere Wirtschaftsgebäude und Stallungen niederbrannten.
Nächster Besitzer des Gutes Österkörner wurde eine Familie Schumann, die seit Ende der 1920er Jahre in Österkörner lebte.
Schon während des Zweiten Weltkrieges wurden auf Anordnung der Kreisverwaltung auf dem Gutshof Evakuierte und Flüchtlinge untergebracht, die in der Landwirtschaft eingesetzt wurden. Der Hof überdauerte die Kämpfe im Frühjahr 1945 ohne größere Schäden. Mit der Einführung der Bodenreform wurde der Gutshof der Schumanns aufgelöst und das Land auf Neubauern verteilt. Der Ort Österkörner entstand wieder durch Neubauten am Gutshof und jenseits der Bahngleise – von den Einwohnern ironisch „Oberdorf“ und „Unterdorf“ genannt. Die bereits 1947 abgeschlossene Verteilung des Gutsbesitzes erfolgte überwiegend an Flüchtlinge und Vertriebene. Mentalität und sprachliche Unterschiede der Neuankömmlinge führten zu sozialen Spannungen und Übergriffen, ein allgemeines Zeichen der sozialen Verhältnisse in den frühen Nachkriegsjahren. Dank der nahe gelegenen Kalibergwerke und der neu entstehenden Industriearbeitsplätze im drei Kilometer entfernten Schlotheim blieb der Großteil der Neuankömmlinge in der Region verwurzelt. Im Ort Österkörner wurde 1952 die LPG „Thomas Müntzer“ gegründet. Die Versorgungslage wurde durch Kindergarten, Poststelle und Konsum verbessert. Einige Einwohner in Österkörner baten den Pfarrer von Körner im Ort eine Gemeindestube einzurichten, da es keine Kirche in Österkörner gab. Von der Staatsmacht wurde dieses Vorhaben durch Einschüchterungen erschwert, zuletzt stimmte man der Anmietung des Kulturraumes im Ort Österkörner zu. Gleichzeitig verwahrloste die nahe Klosterruine Volkenroda seit den 1960er Jahren, da man die Siedlung von staatlicher Seite bereits aufgegeben hatte.

## Weblinks

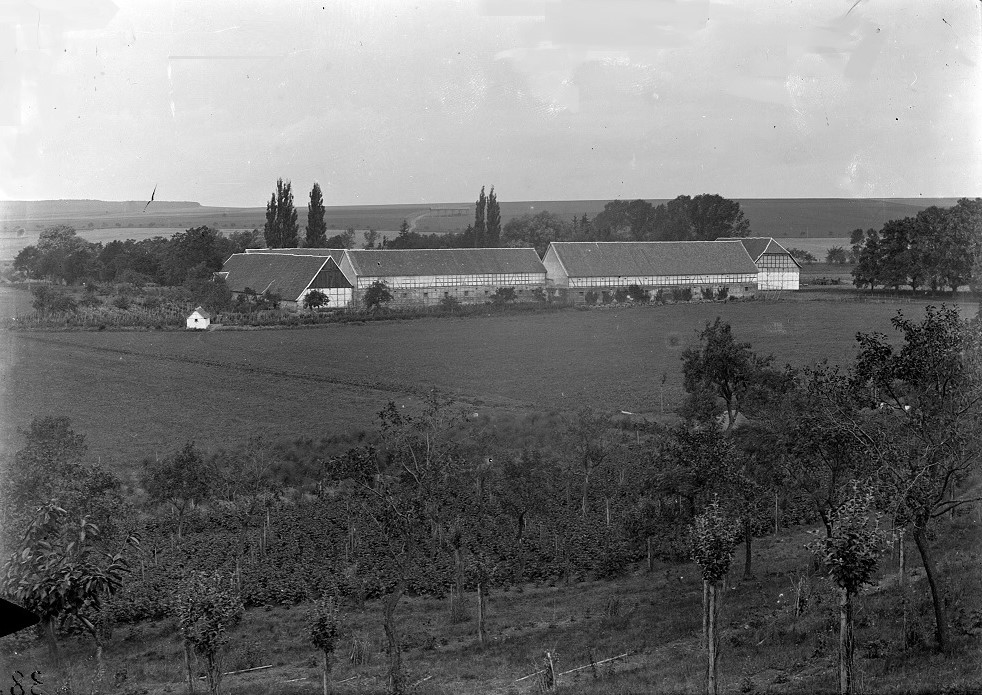
Blick vom Herrenhaus auf den Gutshof (um 1900)